# Sauvagnon
 Sauvagnon  es una población y comuna francesa, en la región de Aquitania, en el departamento de Pirineos Atlánticos, en el distrito de Pau y en el cantón de Lescar.

## Demografía
| 583 | 635 | 998 | 1697 | 1970 | 2351 |
| Para los censos de 1962 a 1999 la población legal corresponde a la población sin duplicidades (Fuente: INSEE [Consultar]) |     |     |      |      |      |